# Alternaria passiflorae
Alternaria passiflorae är en svampart som beskrevs av J.H. Simmonds 1938. Alternaria passiflorae ingår i släktet Alternaria och familjen Pleosporaceae.   Inga underarter finns listade i Catalogue of Life.